# Horace Vere
Horace Vere, barone Vere di Tilbury (Essex, 1565 – Whitehall, 2 maggio 1635), è stato un generale inglese.
Figlio di Geoffrey Vere e fratello di Francis Vere, venne inviato nel Palatinato da Giacomo I d'Inghilterra nel 1620 per la Campagna palatina. Per i suoi servigi venne creato Barone Vere di Tilbury.

## Biografia

### I primi anni
Horace Vere, nato nel 1565, era figlio quartogenito di Geoffrey Vere di Crepping Hall, Essex, figlio minore di John de Vere, XV conte di Oxford e di sua moglie, Elizabeth Trussell. Sua madre era Elizabeth Hardekyn (m. dicembre 1615), figlia di Richard Hardekyn (m. 1558) di Wotton House presso il Castello di Hedingham. Aveva tre fratelli: John Vere (c. 1558 – 1624) di Kirby Hall presso Castle Hedingham, Sir Francis Vere (n. c. 1560) e Robert Vere (n. 1562), ed una sorella, Frances Vere (n. 1567), che sposò come seconda moglie l'autore ed avventuriero coloniale sir Robert Harcourt (1574/5 – 1631), di Nuneham il 20 marzo 1598.

### La carriera militare

#### La guerra anglo-spagnola
Vere lasciò la casa paterna nel 1590 per unirsi ai suoi due fratelli maggiori, Robert e sir Francis, nei Paesi Bassi, prendendo servizio in una compagnia di fanteria diretta da quest'ultimo come sergente maggiore generale. Venne ferito durante l'assalto guidato da soldati inglesi e olandesi alla fortezza di Steenwijk il 5 luglio 1592, venendo poi raccomandato da suo fratello per una compagnia all'assedio di Groningen nel giugno del 1594; venne ricompensato col cavalierato dopo la presa di Cadice nel giugno del 1596.

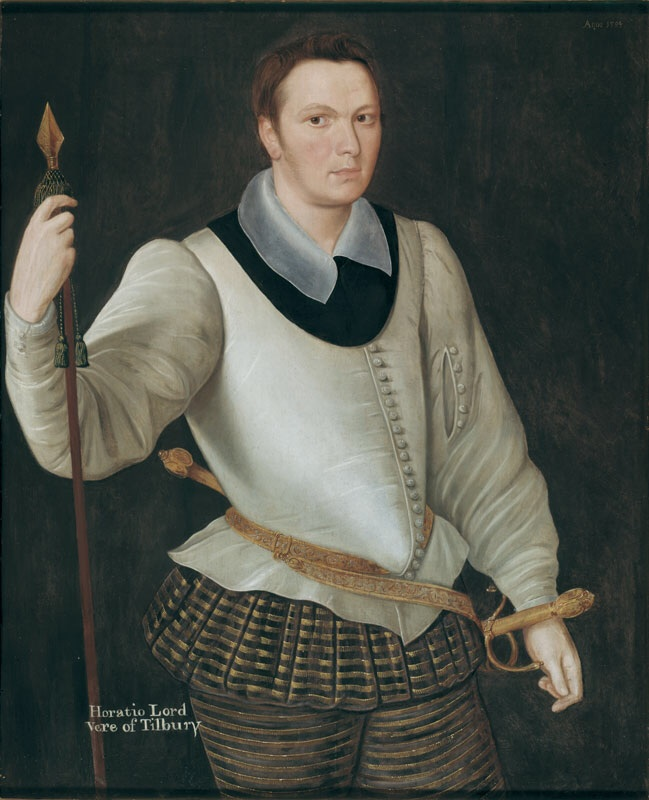
Horace Vere in un ritratto del 1594.

L'anno successivo Horace, in assenza dei suoi fratelli, comandò sul campo (per quanto temporaneamente) le forze inglesi nei Paesi Bassi. Con Maurizio d'Orange presero Rheinberg, Meurs, Greonlo, Bredevoort, Enschede, Oldenzaal e Lingen, tutte città dei Paesi Bassi orientali che crearono un'importante barriera.
Comandò trecento fanti nella battaglia di Nieuwport sotto il comando generale di suo fratello, al ritiro del quale si pose al servizio di sir John Ogle e di sir Charles Fairfax con l'avanguardia inglese; all'assedio di Ostenda ebbe un ruolo importante nel respingere l'assalto spagnolo del 7 gennaio 1602, rimanendo con Fairfax a guardia del punto di difesa vitale di "Sandhill" al comando di dodici compagnie. Venne pesantemente ferito a una gamba in quell'occasione. Nella primavera del 1602, tornò a servire sotto suo fratello nell'esercito di Maurizio di Orange, dopo che Francis era stato pesantemente ferito alla testa durante l'assedio di Grave. All'inizio di aprile del 1603 portò un messaggio al nuovo re da parte di suo fratello.
Al ritiro di sir Francis Vere, Horace lo sostituì nei Paesi Bassi, inizialmente al fianco di altri colonnelli come Ogle, sir Edward Cecil e sir Edward Harwood.
La carriera individuale di Horace Vere, ad ogni modo, ebbe modo di esprimersi al meglio nell'esercito olandese, ed in particolare a partire dalla caduta di Ostenda il 24 settembre 1604 contro il generale spagnolo Ambrogio Spinola. Dopo questo fatto Maurizio d'Orange meditò la ricattura di Sluys. Il generale spagnolo si oppose all'avanzata del nemico presso Damme, tra Sluys e Bruges. Vere riuscì ad ottenere una strabiliante vittoria ricevendo gli elogi degli Stati Generali dei Paesi Bassi. Nel luglio del 1604 il generale Spinola riuscì ad essere dirottato da un attacco diretto ed il 20 agosto infine si arrese.

#### Al servizio degli olandesi

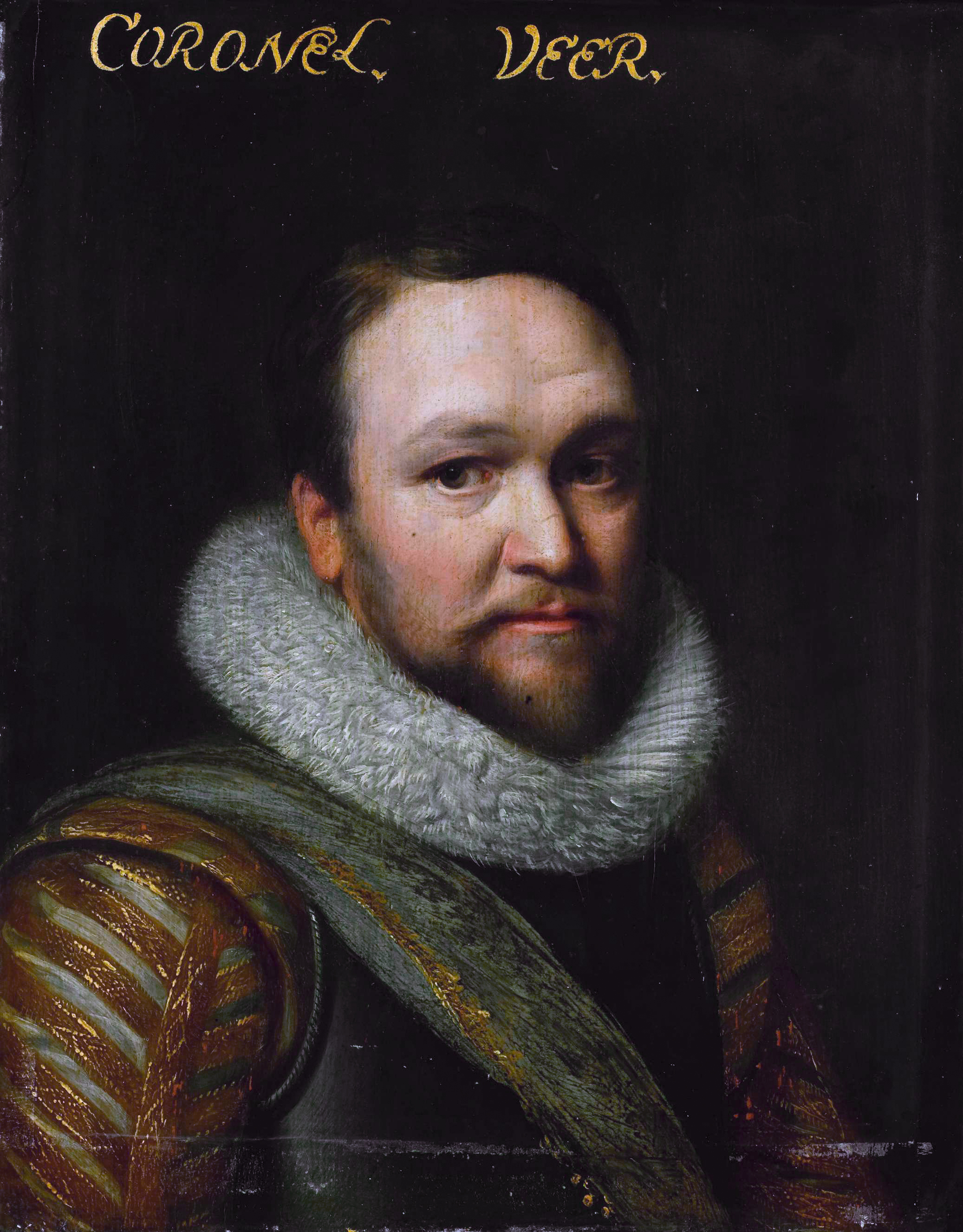
Il primo barone Vere di Tilbury in Olanda, dipinto di Michiel Jansz van Mierevelt

Nella battaglia di Mulheim del 9 ottobre 1605 la cavalleria venne sfasciata e diversi furono gli uomini a cadere. Vere, che aveva preso parte allo scontro, attraversò il fiume locale con quattro compagnie di fanteria e mantenne gli spagnoli impegnati per circa un'ora, mentre gli altri suoi compagni d'arme ebbero la possibilità di ritirarsi in buon ordine.
Dopo la battaglia di Mulheim, Vere tornò in Inghilterra e si sposò nel 1607. Due anni dopo venne siglata la tregua dei dodici anni tra Province Unite e Spagna. Nell'ottobre del 1609 sir Horace succedette a suo fratello nel ruolo di governatore di Brielle, temporaneamente detenuta dall'Inghilterra in attesa che gli olandesi ripagassero il debito contratto.
Nel 1610 prese parte all'assedio di Julich sotto il comando di sir Edward Cecil. Nel 1616 cedette il governo della città di Brielle agli olandesi quando seppe che questi avevano saldato i loro debiti col governo inglese, ricevendo una pensione a vita di 800 sterline come compensazione per la perdita del suo governatorato. Due anni dopo sir Horace ricevette da Maurizio d'Orange il governatorato della città di Utrecht, dopo aver aiutato il principe a sopprimere una rivolta locale guidata da Johan van Oldenbarnevelt.

#### La campagna del Palatinato
Nel maggio del 1620 Giacomo I d'Inghilterra venne costretto dall'opinione popolare ad esporsi a favore della causa protestante di suo genero, Federico V del Palatinato. Egli permise al conte von Dohna, inviato palatino, ad organizzare un corpo di volontari a proprie spese ed a cercare fondi per la guerra in corso. Il Dohna scelse sir Horace Vere, come comandante; George Villiers, I duca di Buckingham, che desiderava quel posto per sir Edward Cecil, quando seppe della nomina ritirò il suo supporto alla spedizione.
Giunse nel frattempo la notizia del trattato di Ulma (23 giugno), tra l'unione dei principi cattolici e la Lega Cattolica, in preparazione di un'invasione del Palatinato. Il 9 luglio Vere venne inviato a Theobalds House per accomiatarsi dal re inglese ed il 22 luglio con un reggimento di 2200 uomini, salpò da Gravesend alla volta dei Paesi Bassi, per poi portarsi in Germania. Vere era un soldato professionista, di buon temperamento, coraggioso e popolare ed il conte di Essex era uno dei suoi luogotenenti, ma contro di lui aveva ancora i generali spagnoli Spinola e Velasco che erano tra i più valenti dell'esercito spagnolo dell'epoca.
Il piano di Vere era quello di collegarsi con gli altri protestanti presso Mannheim dove era radunata l'armata del margravio Gioacchino Ernesto di Brandeburgo-Ansbach. Marciò quindi attraverso Wesel e verso Coblenza, e quindi raggiunse Taunus, sull'altra sponda, nella valle del fiume Meno, per quando il generale Spinola tentasse di ostacolarlo nella sua marcia. Vere attraversò il Meno presso Francoforte e quindi si aprì la strada verso Darmstadt e Bensheim (riposando qui con le sue truppe), e procedendo verso Worms dove si incontrò con le truppe alleate.
Il generale Spinola a questo punto adottò la tattica Fabian nella speranza di eludere il nemico, dal momento che l'inverno si stava avvicinando e gli inglesi ed i loro alleati dovevano acquartierarsi. Vere divise le sue truppe in tre fortezze nel Palatinato. Egli occupò personalmente Mannheim, Gerard Herbert si pose al castello di Heidelberg e sir John Burroughs si pose a Frankenthal.
All'inizio del 1621 l'unione protestante venne spezzata e la guarnigione inglese dovette abbandonare ogni piano. La guarnigione di Vere a Mannheim ricevette nel 1622 la visita dell'ex elettore Federico V il quale promise a loro la prosecuzione della guerra a Mansfelt, dove egli aveva inflitto una momentanea sconfitta all'esercito imperiale guidato da Johann Tserclaes von Tilly presso Wiesloch (aprile). Alcune settimane dopo, ad ogni modo, Tilly venne rinforzato dagli uomini di Gonzalez de Cordova, infliggendo un'ulteriore sconfitta all'armata protestante che venne costretta a lasciare Mannheim nel giugno successivo.
La guarnigione inglese era ora circondata e minacciata dalle forze imperiali e spagnole sotto il comando di Tilly, Cordova, e Verdugo. Vere si risolse a lasciar perdere tutto in quanto aveva compreso come la sua posizione fosse ormai senza speranza. Il 16 settembre la città di Heidelberg venne presa dagli imperiali ed il castello si arrese tre giorni dopo. Sir Gerard Herbert ricevette una ferita mortale nel corso dell'assedio. A Mannheim, Vere con una guarnigione di 14.000 uomini, senza soldi né rifornimenti, si trovò a difendere un gran numero di fortificazioni. Personalmente si ritirò nella cittadella, senza ricevere aiuti esterni, motivo per cui capitolò alla fine di settembre, ritirandosi coi pieni onori di guerra a Le Hague. La difesa della città da parte di Vere venne commemorata da George Chapman A Frankenthal, Burroughs si arrese a Verdugo solo il 14 aprile 1623, e solo quando ricevette ordini espliciti dall'Inghilterra.
Il coraggio mostrato da Vere contro il nemico, venne riconosciuto in Inghilterra e quando il generale vi fece ritorno nel febbraio del 1623, anche se il suo salario non venne ripagato delle spese sostenute, venne nominato generale a vita e divenne membro del consiglio di guerra dello stato dal 20 luglio dell'anno successivo. Alla morte del fratello maggiore, John, ne ottenne i beni e le terre.

#### Breda e la campagna del Brabante
Nel 1624 sir Horace Vere si portò ancora una volta a Le Hague per assecondare il principe Maurizio nella difesa della fortezza di Breda che era assediata dal generale spinola dall'agosto di quell'anno. Maurizio morì il 23 aprile 1625 ed il nuovo stadtholder, il fratello del defunto principe, Federico Enrico d'Orange, prescelse proprio Vere per proseguire le operazioni. Prendendo con sé seicento uomini, inclusi trecento picchieri guidati da un suo parente, Robert de Vere, XIX conte di Oxford, Vere iniziò un'ora prima del sorgere del sole il 13 maggio 1625. Gli inglesi marciarono e raggiunsero di soprassalto il nemico; Spinola ad ogni modo, inviò dei rinforzi e gli inglesi, a fronte di pesanti perdite, dovettero ritirarsi. ùal suo ritorno in Inghilterra nell'estate di quell'anno, Vere venne creato al titolo nobiliare di barone Vere di Tilbury.
Tornò ancora nei Paesi Bassi in occasione dell'assedio di 's-Hertogenbosch, una delle città chiave della regione del Brabante, voluto dal principe Federico Enrico nell'aprile del 1629. Sir Edward Vere (n. c. 1580), figlio illegittimo del primo cugino di Horatio, Edward, conte di Oxford, rimase mortalmente ferito il 18 agosto, alcune settimane prima della resa definitiva. Moli inglesi servirono anche nelle trincee a Den Bosch, tra cui Thomas Fairfax e Philip Skippon, futuro organizzatore del New Model Army; Jacob Astley, Thomas Glemham, futuri generali realisti; Sir John Borlase e Henry Hexham, lo storico delle guerre olandesi. Fairfax, Skippon e George Monck, in particolare, furono i pupilli di Vere nell'arte della guerra.
Il servizio di Vere nei Paesi Bassi si concluse con la presa di Maastricht nel maggio–agosto 1632. Vere comandò una potente brigata e pose il suo quartier generale proprio davanti alla Porta di Bruxelles. Nell'operazione rimase ucciso Robert de Vere, XIX conte di Oxford, mentre suo nipote, Sir Simon Harcourt con Sir Thomas Holles, rimasero solo feriti.

### Gli ultimi anni
Dopo la resa di Maastricht, Vere tornò in Inghilterra. Cenando con Sir Harry Vane, ambasciatore a Le Hague e suo amico, a Whitehall, il 2 maggio 1635, venne colto da un colpo apoplettico e morì due ore dopo. Venne sepolto con tutti gli onori militari l'8 maggio successivo nell'abbazia di Westminster, al fianco dei fratelli.

## Matrimonio e figli
Vere sposò nell'ottobre del 1607, Mary Tracy (1581-1671), figlia di sir John Tracy (m.1591) di Toddington e già vedova di William Hoby, dal quale aveva avuto due figli. Con la sua morte la baronia Vere di Tilbury si estinse. Lasciò cinque figlie che furono sue coeredi:
1. Elizabeth, sposò John Holles, II conte di Clare, nonno del primo duca di Newcastle;
2. Mary, sposò in prime nozze sir Roger Townshend, baronetto di Raynham nel Norfolk e da loro discesero i marchesi di Townshend, e in seconde nozze Mildmay Fane, II conte di Westmorland;
3. Catherine, sposò in prime nozze Oliver St John (1612/1613–novembre 1641 o 1642),[7] figlio di sir John St John, I baronetto e di sua moglie, Anne Leighton; in seconde nozze sposò John Poulett, II barone Poulett;
4. Anne, sposò Sir Thomas Fairfax (poi III barone Fairfax di Cameron)
5. Dorothy, sposò John Wolstenholme, figlio primogenito di Sir John Wolstenholme, baronetto, di Nostell, nello Yorkshire.[2]
6. Susana (1619–1623) morì in giovane età